# Susa-no-o
Susa-no-o er stormens og regnens gud i Shinto. Oprindeligt var han havets gud, men han blev forvist fra havene. Susa-no-o var søster til solguden Amaterasu.